# Tre Vänner
Tre vänner produktion AB var ett svenskt produktionsbolag som gjorde TV-program, film och reklamfilm. Företaget grundades 1995 av manusförfattarna Michael Hjorth, Johan Kindblom och Tomas Tivemark. Ägarna är ursprungligen manusförfattare och har skapat serierna Svensson, Svensson, Cleo och Mannen som log. Bolaget har även bland annat producerat flera TV-avsnitt i TV-serierna Världarnas bok, Poliser och Ett gott parti, långfilmerna 7 miljonärer, Ett öga rött, Kid Svensk och Det okända.
Tre vänner ligger bakom filmatiseringen av Jens Lapidus bok Snabba cash som sågs av drygt 650 000 biobesökare bara i Sverige. Bland reklamfilmsuppdragen är värt att nämna ICA-reklamen, som var först i sitt slag med att göra minidrama-produktioner av reklamfilm.[källa behövs] Tre vänner har vidareutvecklat detta tema till nätet och har gjort webbaserad reklamfilm för bland annat Swedbank. 
Tre vänner har även skapat ett delägt produktionsbolag tillsammans med Camilla Läckberg producerat tio 1,5-timmars långa tv-avsnitt med namnet Fjällbackamorden.
År 2013  köptes Tre vänner av SF och bildade det nya bolaget SF Studios, 2016.

## Filmer från Tre vänner
- Ett öga rött (2007)
- Snabba cash (2010)
- Svensson Svensson ...i nöd & lust (2011)
- Snabba cash II (2012)
- Snabba cash - Livet deluxe (2013)
- Tyskungen (2013)
- Små citroner gula (2013)
- Bamse och tjuvstaden (2014)
- Pojken med guldbyxorna (2014)
- En man som heter Ove (2015)
- Jönssonligan - Den perfekta stöten (2015)
- Bamse och häxans dotter (2016)